# Barbouriidae
Famille
Les Barbouriidae forment une famille de crevettes (crustacés décapodes) du groupe des Alpheoidea.

## Liste des genres
Selon World Register of Marine Species (14 avril 2016), les Barbouriidae comprennent les genres suivants :
- genre Barbouria Rathbun, 1912
- genre Calliasmata Holthuis, 1973
- genre Janicea Manning & C.W.J. Hart, 1984
- genre Parhippolyte Borradaile, 1900